# Carrasco (Montevideo)

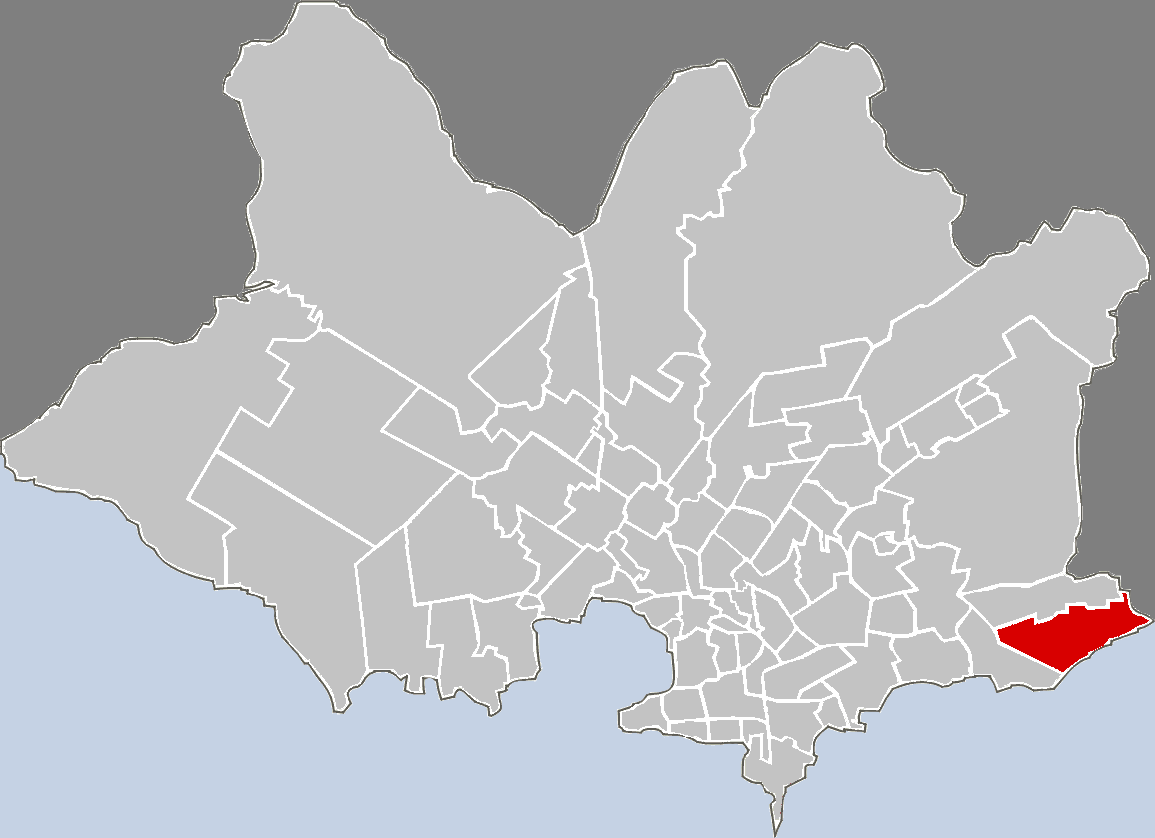
Lage von Carrasco in Montevideo

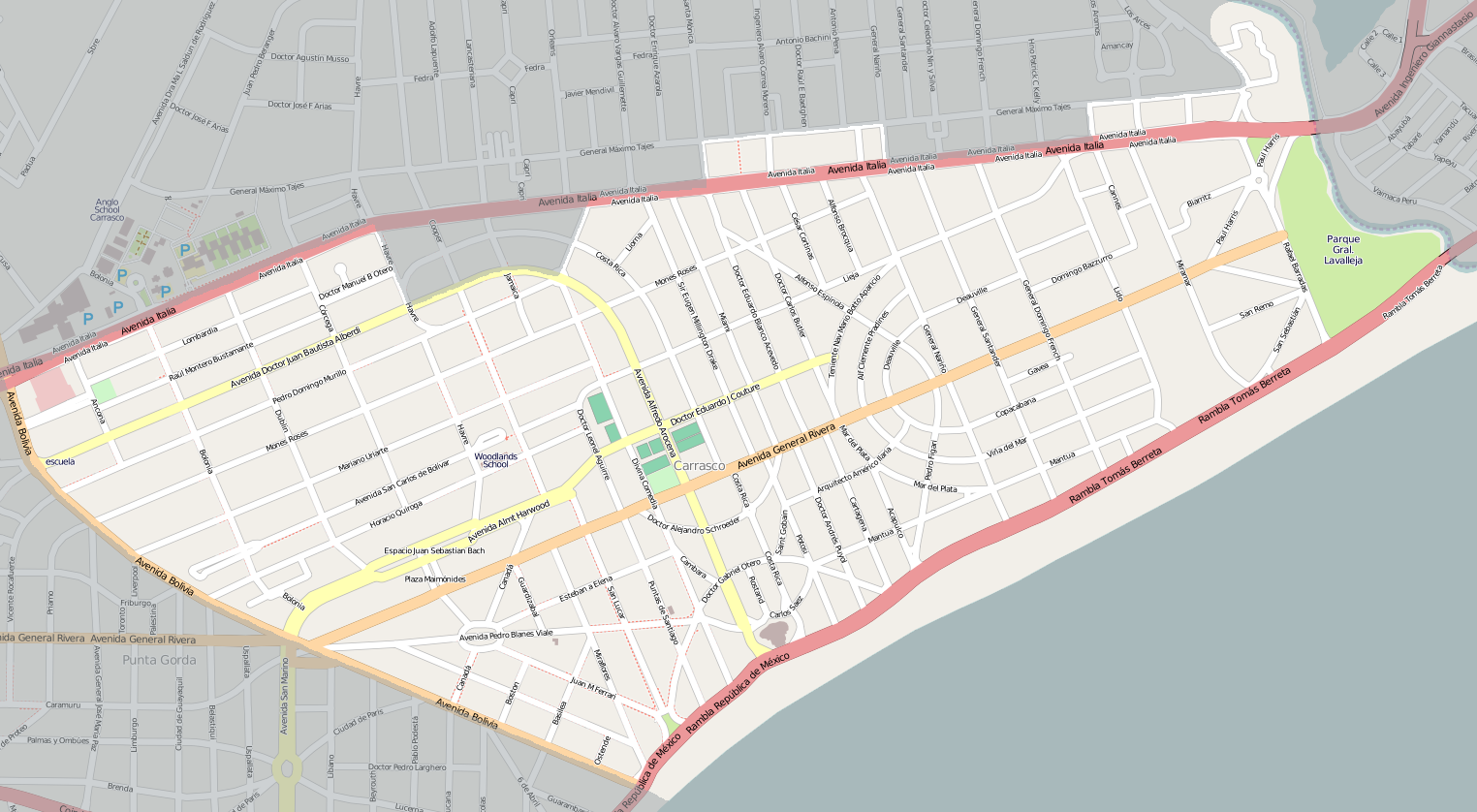
Stadtplan von Carrasco

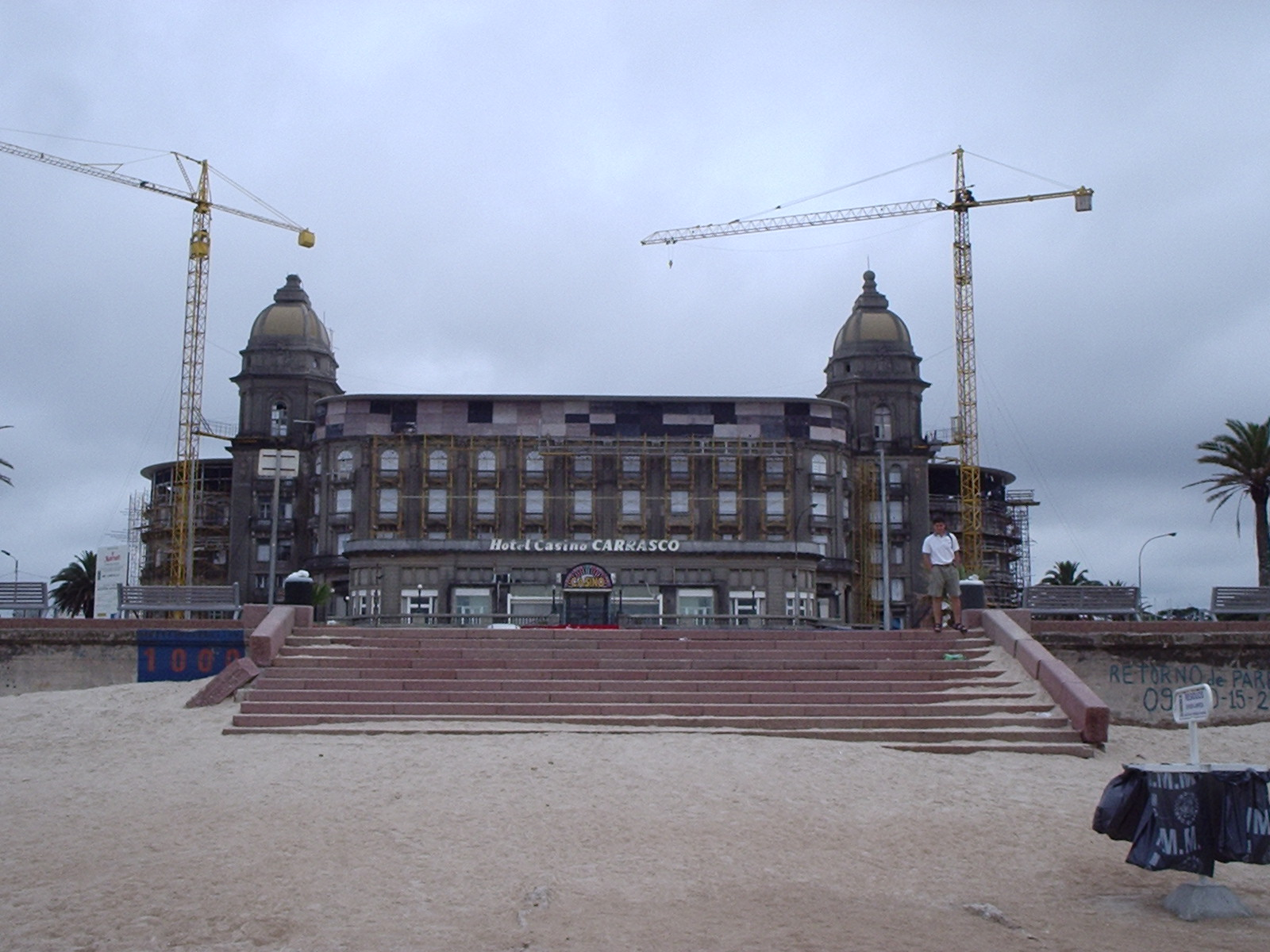
Hotel Casino Carrasco

Carrasco ist ein Stadtviertel (barrio) der uruguayischen Hauptstadt Montevideo.

## Lage und Geographie
Das an der Küste des Río de la Plata liegende Viertel befindet sich am südöstlichen Stadtrand von Montevideo. Westlich liegt der Stadtteil Punta Gorda, wobei die Avenida Bolivia die beiden Barrios voneinander trennt. Im Norden schließt Carrasco Norte überwiegend hinter der dort verlaufenen Avenida Italia an und im Osten bildet der Arroyo Carrasco die Grenze zum Nachbardepartamento Canelones. Im Süden verläuft die Rambla Tomas Berreta am Ufer des weitläufigen Flusses mit dem dort befindlichen Playa Carrasco. Das Gebiet Carrascos ist dem Municipio E zugeordnet.

## Einwohner
2005 waren hier 16.386 Einwohner zu verzeichnen.

## Geschichte
Der Name des Viertels ist auf Salvador Sebastián Carrasco zurückzuführen, einen der ersten Einwohner Montevideos, dessen Estancia sich in dieser Gegend befand.
Carrasco entstand, ebenso wie das Hotel Casino Carrasco als wichtigstes Bauwerk des Viertels, aus einer rein privaten Initiative. Dies war bis zu diesem Zeitpunkt das erste Projekt dieser Art in Uruguay, in dem sowohl die Stadtplanung als auch der Entwurf eines ganzen Viertels ausschließlich von privater Seite erfolgte. Die Initiative entstammte einer in der Aktiengesellschaft (sociedad anónima) Balneario de Carrasco zusammengeschlossenen Gruppe von Pionieren. Der Entwurf des Gartenviertels, das in seinen Anfangszeiten zunächst als Sommerresidenz diente, stammte von dem Franzosen Charles Thays.
Während des Ersten Weltkrieges kamen die 1912 begonnenen Arbeiten auch hinsichtlich des Hotels ins Stocken, so dass schließlich die Stadt Montevideo die weitere Ausführung übernahm. 1921 wurde das Hotel schließlich eröffnet. Im selben Jahr erfolgte auch die Fertigstellung der Kirche.

## Beschreibung

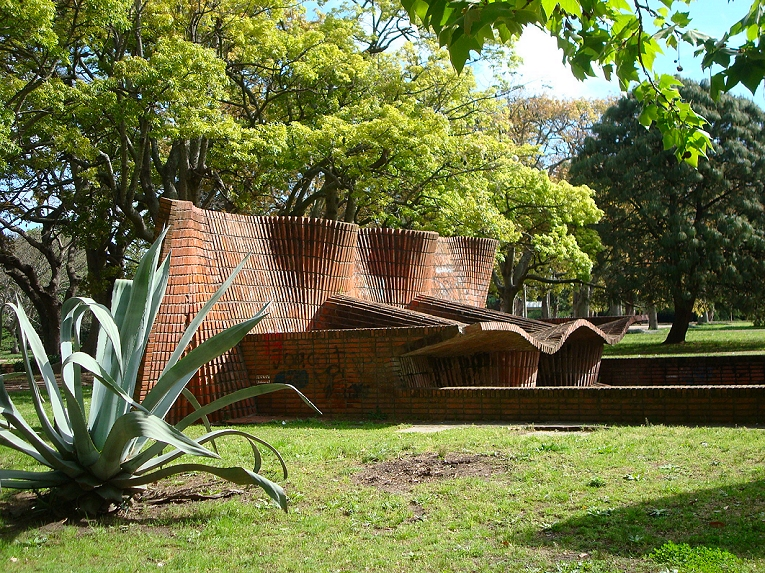
Parque Gabriel Terra

In Carrasco, das als Wohngebiet für die Oberschicht dient, befinden sich etwa das seit 1975 als Monumento Histórico Nacional eingestufte Hotel Casino Carrasco oder auch die Iglesia Stella Maris. Auch die Escuela Naval hat hier ihren Sitz. Ferner sind hier südlich der Plaza Alfredo Gribaldi Oddo, der sich westlich der bereits im Nachbardepartamento Carrasco Norte liegenden Plaza Ellis befindet, sowohl die japanische als auch die chinesische Botschafts-Residenz angesiedelt. Weitere Plätze in Carrasco sind sie Parque Gabriel Terra, die Plaza Thais, die Vieja Plaza Conaprole und die Plaza Lieja. Zudem liegt im Südosten westlich an den Arroyo Carrasco angrenzend der etwa 16 Hektar umfassende Parque Gral. Juan A. Lavalleja in dem sich die Sportanlage des am 7. Juni 1922 gegründeten Club Banco República befindet.

## Bildung
Mehrere Bildungseinrichtungen sind in Carrasco angesiedelt. Dazu gehört unter anderem die The Anglo School des Instituto Cultural Anglo Uruguayo in der Calle Saldún de Rodríguez 2195. Am 6. Februar 2001 eröffnete diese zweisprachige Privatschule, die seit 2007 im heutigen Gebäude residiert und mittlerweile über 500 Schüler zählt. Eine weitere Privatschule in Carrasco ist die 1995 gegründete und im März des Folgejahres eröffnete Woodlands School, Ecke Calle San Carlos de Bolívar/Calle Havre.

## Weitere Institutionen
- Club Fuerza Aerea[8]
- Centro Gallego[9]
- Carrasco Lawn Tennis Club[10]